# Танський Іван Йосипович
Іван Йосипович Танський (нар. бл. 1759 — пом. 8 січня 1806) — військовий діяч Російської імперії.

## Біографія
Народився в родині Йосифа Танського та його дружини Анни Андріївни з дому Дунін-Борковської.
На службі з 23 травня 1775 р. вахмістром Московського карабінерного полку. З 16 червня 1779 р. фурьер лейб-гвардії Преображенського полку. З 19 вересня 1780 р. підпрапорщик. З 1 січня 1781 р. поручик при відставці. 
Після відставки, з 9 січня 1782 р. по 10 січня 1787 р. обіймав посаду остерського повітового предводителя дворянства. До 10 січня 1791 р. заседатель 1-го департаменту Київського Верхнього земського суду. З 20 серпня 1802 р. до 29 жовтня 1803 р. депутат козелецького дворянства. З 29 жовтня 1803 р. до 8 січня 1806 р. козелецький дворянський повітовий маршал

## Родина
Був одружений з Агрофеною Семенівною Пилипенко, донькою сотника басанського Семена Яковича Пилипенко.